# Diploglena capensis
Diploglena capensis är en spindelart som beskrevs av William Frederick Purcell 1904. Diploglena capensis ingår i släktet Diploglena och familjen Caponiidae. Utöver nominatformen finns också underarten D. c. major.